# Корчин (Шептицький район)
Ко́рчин — село в Україні, у Шептицькому районі Львівської області. Населення налічує 1281 особу.

## Історія
Перша письмова згадка про село датується 1469 роком. 

## Культові споруди
- Церква Успення Пресвятої Богородиці

## Відомі мешканці

### Народились
- Коваль Степан Йосипович — командир загону «Котловина» у ВО «Турів».
- Шульган Дем'ян Андрійович ("Хмель"). Народився 01 листопада 1909. Сотник УПА. В 1945 чи 1946 році його сотня була розбита військами НКВД при переході через чеський кордон (інформація зі слів дружини)[джерело?]